# Lajos Csordás
Lajos Csordás (26 de octubre de 1932 – 5 de abril de 1968, Budapest) fue un futbolista y entrenador húngaro. Destacó como uno de los grandes goleadores del Vasas Budapest, club en el que jugó prácticamente toda su carrera, y fue internacional con la selección de Hungría, con quien consiguió la medalla de oro olímpica y un subcampeonato del mundo.

## Trayectoria
Csordás comenzó su carrera deportiva en el Budafoki MTE y en 1950 firmó por el Vasas SC, uno de los principales equipos de Budapest. En el Vasas jugó 226 partidos de liga y anotó 104 goles, lo que le convierte en uno de los mayores goleadores en la historia del club. En 1962 dejó el Vasas y fichó por el Csepel SC, pero al año siguiente se retiró del fútbol.
En la temporada 1966–1967 fue entrenador del Vasas, al que hizo campeón de Hungría en 1966, y en 1968 dirigió al Budafoki MTE, club en el que debutó como juvenil. El 5 de abril de ese mismo año, Csordás falleció a causa de un ataque al corazón cuando contaba con 35 años de edad. Está enterrado en el cementerio Budafok de Budapest.

## Selección nacional
Entre 1952 y 1959, Csordás jugó 19 partidos y anotó 8 goles con la selección nacional de Hungría. Sin embargo, su periodo con la selección magiar coincidió con la era de los Magiares poderosos, con delanteros como Nándor Hidegkuti, Ferenc Puskás, Zoltán Czibor o Sándor Kocsis, y el papel de Csordás quedó relegado a un segundo plano. No obstante ganó con Hungría una medalla de oro en los Juegos Olímpicos de Helsinki 1952, donde jugó dos partidos, y se proclamó subcampeón de la Copa Mundial de la FIFA 1954, aunque no disputó ningún partido.

## Palmarés
Hungría
- Juegos Olímpicos
  - 1952
- Campeón de Europa Central
  - 1953
- Copa Mundial de Fútbol
  - Subcampeón: 1954

Vasas Budapest
- Campeón de Hungría: 3
  - 1957, 1961, 1962
- Copa de Hungría: 1
  - 1955
- Copa Mitropa: 4
  - 1956, 1957, 1960, 1962

Entrenador
Vasas Budapest
- Campeón de Hungría: 1
  - 1966